# Tumori jajnika
Tumori jajnika su benigne, maligne ili cistične forme različitih izraslina koje potiču od histološke građe jajnika i funkcije koju on ima u organizmu. U fiziološkim uslovima, tokom generativnog perioda žene, jajnik proizvede veliki broj folikula koji u stvari predstavljanju ciste malih dimenzija – funkcionalne ciste, koje tokom ovulacijskog perioda prskaju i oslobađaju jajnu ćeliju, uglavnom kada dostignu veličinu od 20-25 milimetara. Ove u suštini fiziološke formacije u janiku mogu iz bilo kojeg razloga, ako izostane prskanje folikula da nastavi svoj rast i dosegni više od 70 milimetara u prečaniku, i dalje se razvijaju kao patološka promena.

## Epidemiologija
Po učestalosti zavisno od zemlje do zemlje tumori jajnika zauzimaju treće ili peto mesto po učestalosti.
U ukupnoj smrtnosti žena od tumora reproduktivnih organa tumor jajnika je na prvom mestu. Iako se tumor grlića materice i tumor tela materice pojavljuju češće od tumora jajnika, više žena umire od tumora jajnika. Razlozi za to su kasnije dijagnostifikovanje zbog nedostatka simptoma u ranim fazama bolesti i brže širenje malignih ćelija po telu, što se zbog prirode tumorskog proces kod više od polovine žena tumor jajnika otkrije tek u uznapredovanoj fazi bolesti.

## Etiologija
Etiologija brojnih tumora jajnika je nedovoljno poznata, jer su poreklo i patogeneza tumora jajnika slabo poznati, a i sve je veći broj istraživača koji smatraju pogrešnim uobičajeno gledište da karcinom jajnika počinje na jajniku, prolazi kroz progresivnu „dediferencijaciju“ od dobre do slabe diferenciranosti, i potom se širi na karličen i trbušne organe pre pojave udaljenih metastaza. 
S početka 21. veka sve više se etiopatogeneza tumora jajnika zasniva na „dualističkom“ modelu tzransformacije, po kome serozni tumori potiču od epitelnih implantata (benignih ili malignih) sa jajovoda. 
Prema istraživanjima u molekularnoj biologiji, veliki broj tumora (75%) razvija se nezavisno od jajnika, preciznije u peritoneuma i jajovodu, a potom se šiiri u jajnik, tako da se u momentu postavljanja dijagnoze tumor uglavnom već u uznapredovao do stadijuma prisutnog na više mesta.
Faktori rizika
Faktori rizika koji se dovode u vezu sa nastankom tumora jajnika uključuju:
- ranu menarhu,
- mali broj porođaja,
- kasna prva trudnoća,
- infertilitet,
- kasna menopauza,
- porodična istorija bolesti.

Oralni kontraceptivi, za razliku od malignih bolesti drugih reproduktivnih organa žene, kod ovih tumora pokazuju protektivnu ulogu.

## Vrste

### Benigni tumori janika
U benigne (dobročudne) tumore janika spadaju:
- Cistadenom jajnika,
- Cistadenofibrom,
- Dermoidna cista,
- Brenerov tumor,
- Fibrom jajnika,
- Tumori granuliranih ćelija,
- Tumori osnvnih ćelija,
- Adenoblastom ili Androblastom,
- Ginadroblastom.

Glavna odlika pravih tumora jajnika, za razliku od stanja koja ih imitiraju, je ta da oni nastaju i rastu neoplastičnim raumnožavanjem ćelijskih elemenata. Karateriše ih slobodan rast na dugačkoj peteljci kroz koju prolaze krvni sudovi koje ih ishranjuju. 
Zbog slobodnog rasta, ovi tumori mogu biti veoma veliki, i da zauzmu prostor male karlice, ali i celog trbuha. 
Zbog velike mobilnosti tumora, može doći do njihovog uvrtanja oko osovine peteljke. Tada nastaje prekid u cirkulaciji i pojava nekroza i gangrena sa slikom akutnog abdomena. Ruptura i krvarenje iz ciste u abdomen može izazvati isto stanje.
Posebna grupa epitelnih ovarijskih neoplazmi sa niskim malignim potencijalom i dobrom prognozom su takozvani Granični tumori” („Border line” tumori), koji čine 15% u ukupnom broju epitelnih malignih tumora jajnika.
U većini slučajeva operativno odstranjivanje jajnika sa benignim tumorom je dovoljnan terapijski postupak.
- Neki od benignih tumora jajnika
- Serozni adenom jajnika
- Mikrografija mucinoznog cistadenoma jajnika
- Mikrografija fibroma jajnika
- Brenerov tumor

### Maligni tumori janika
Maligni tumori jajnika koji spadaju u grupu najsmrtonosniji ginekološki tumori, karakterišu se zloćudnom prirodom priroda oboljenja, progresivnim napredovanjem, kasnim otkrivanjem. Zbog svega navedenog ovi tumori imaju, loše rezultate lečenja i lošu prognozu.

## Klinička slika
Najčešći simptomi, koji ukoliko su učestali nekoliko sedmica, a koji ukazuju na rak jajnika su:
- Nadimanje
- Karlična ili abdominalna bol
- Teškoće prilikom jela i osećaj sitosti ubrzo nakon započinjanja obroka
- Simptomi infekcije urinarnog trakta (nagla potreba za mokrenjem ili često mokrenje)

## Terapija
Benigni tumori
Terapija benignih tumora jajnika je oparativna, i ima svoje specifičnosti u odnosu na na dob bolesniice i njenu reproduktivnu istoriju. Kod bolesnica koje nisu rađale, odnosno koje nisu završile sa rađanjem operacija mora biti poštedna kako bi se sačuvalo zdravo tkivo jajnika, za eventualni porod.
Kod starijih osoba koje su završile sa rađanjem izvodi se radikalna operacije, a obim resekcije zavisi od opšteg stanja bolesnice i lokalnog intraoperativnog nalaza
Maligni tumori
Terapija malignih tumora jajnika je hirurško, citostatsko i radijacijsko ili najčešće, kombinacija hirurškog i citostatskog lečenja, što zavisi od:
- stadijuma bolesti,
- malignog potencijala tumora,
- histološkog tipa tumora,
- životne dobi bolesnice,
- reproduktivne anamneze.

Stadijum Ia i Ib se smatraju stadijumima sa dobrom prognozom, a terapijski pristup je manje radikalan. Generalno, svi viši stadijumi zahtevaju radikalno hirurško lečenje kombinovano sa hemoterapijom.

## Prognoza
Prognoza tumora jajnika zavisi od stadijuma u kojem je bolest otkrivena i vreman započinjanja lečenja. 
Jedino Ia stadijum bolesti ima dobru prognozu petogodišnjeg preživljavanja (80-90%), dok sa višim stadijumom prognoza petogodišnjeg preživljavanja naglo pada: u II stadijumu prognoza je znatno lošija (45% i niže), dok je u III ispod 21%. Za IV stadijum petogodišnje preživljavanje je manje od 5%.

## Spoljašnje veze
- What is Ovarian Cancer Infographic, information on ovarian cancer - Mount Sinai Hospital, New York

|  | Molimo Vas, obratite pažnju na važno upozorenje u vezi sa temama iz oblasti medicine (zdravlja). |